# Marion J. Johannsen
Marion J. Johannsen geb. Schaller (* 30. Juni 1950 in Lahr/Schwarzwald) ist eine deutsche Juristin. Sie ist Ehrenpräsidentin der Europäischen Bewegung Deutschland Landeskomitee Baden-Württemberg Vorsitzende des Universitätsbundes Hohenheim e. V. und stellvertretende Vorsitzende der Gesellschaft zur Förderung des Naturkundemuseums Stuttgart e.V. Johannsen war Kommunalpolitikerin in Stuttgart (CDU), Geschäftsführerin von Südwestmetall und der Landesvereinigung Baden-Württembergischer Arbeitgeberverbände (heute Unternehmer Baden-Württemberg e.V.) sowie Vorsitzende des Universitätsrats Hohenheim. Seit 2019 ist sie Ehrensenatorin der Universität Hohenheim.

## Leben und Wirken
Johannsen studierte an den Universitäten Mannheim, Bonn und Frankfurt am Main Rechtswissenschaften. Nach der ersten juristischen Staatsprüfung befasste sie sich als wissenschaftliche Mitarbeiterin am Institut für Ausländisches und Internationales Recht der Johann-Wolfgang-Goethe-Universität Frankfurt mit internationalem Privatrecht und Rechtsvergleichung sowie mit Europäischem Gemeinschaftsrecht.
Nach der zweiten juristischen Staatsprüfung war Johannsen seit Ende der 1970er Jahre für den Verband der Metall- und Elektroindustrie Baden-Württemberg e.V. (Südwestmetall) und für die Landesvereinigung Baden-Württembergischer Arbeitgeberverbände e.V. tätig, als Geschäftsführerin bis zum Eintritt in den Ruhestand im Juli 2018. In dieser Funktion hatte Johannsen zahlreiche Mandate bei den Arbeitgeber-Spitzenverbänden und bei Ministerien auf Landes- und Bundesebene inne. Sie verantwortete insbesondere die Bereiche Internationale Sozialpolitik sowie Familie und Beschäftigung. Johannsen war 1999 bis 2004 Mitglied des Gemeinderates der Landeshauptstadt Stuttgart. Im Jahr 2009 wurde sie zum Mitglied des Universitätsrats der Universität Hohenheim bestellt. Sie war von 2012 bis 2018 Vorsitzende dieses Gremiums. 2014 wurde Johannsen die Wirtschaftsmedaille des Landes Baden-Württemberg verliehen.
Johannsen ist verheiratet und Mutter einer Tochter.

## Mitgliedschaften
1978 wurde Johannsen zur Ehrenamtlichen Richterin in der Arbeitsgerichtsbarkeit des Landes Baden-Württemberg berufen. Sie ist Mitglied des Vorstands der Deutsch-Arabischen Freundschaftsgesellschaft (DAFG), Ehrenmitglied der Deutsch-Spanischen Gesellschaft Baden-Württemberg e. V. und engagiert sich in verschiedenen Stiftungen in Baden-Württemberg. Johannsen ist Mitglied und war bis Juni 2023 Präsidiumsmitglied des Internationalen Bundes (IB). Am 16. Juli 2024 ist die langjährige Präsidentin zur Ehrenpräsidentin der Europäischen Bewegung Deutschland Landeskomitee Baden-Württemberg ernannt worden.